# الکساندروفکا (شهرستان ملئوزوفسکی، باشقیرستان)
الکساندروفکا (انگلیسی: Alexandrovka, Meleuzovsky District, Republic of Bashkortostan) یک شهرک در شهرستان ملئوزوفسکی استان باشقیرستان کشور روسیه است.